# 구마모토 대학
구마모토 대학(일본어: 熊本大学, Kumamoto University)은 일본의 국립 대학이다. 대학 본부는 구마모토현 구마모토시에 있다.

## 연혁
구마모토 대학은 1949년에 6개 구제(舊制) 학교를 통합하여 설립되었다. 통합된 학교들은 구마모토 의과대학(熊本醫科大學), 제5 고등학교(第五高等學校), 구마모토 공업 전문학교, 구마모토 약학 전문학교, 구마모토 사범학교, 구마모토 청년 사범학교이었다. 현 대학 본부의 건물은 구 구마모토 공업 전문학교의 본관이다.
구마모토 의과대학의 기원은 1756년에 구마모토번이 설립한 의학교 〈사이슌칸〉(再春館/재춘관)이다. 이 학교는 메이지 시대에 폐교하여 병원만 계속하였다. 1896년에 사립 구마모토 의학교로 재흥하여 1904년에 의학 전문학교, 1922년에 현립(縣立) 구마모토 의과대학, 1929년에 관립(국립) 구마모토 의과대학으로 승격하였다.
- 1756년 : 〈사이슌칸〉(再春館/재춘관) 설립.
- 1870년 : 구마모토 번이 번립(藩立) 병원을 설치.
- 1871년 : 구마모토 번 폐지. 관립(국립) 의학소 겸 병원(醫學所兼病院)으로 개칭.
- 1875년 : 의학교 폐교. 병원은 도리마치(通町) 병원으로 개칭.
- 1878년 : 현립 의학교 재흥.
- 1888년 : 현립 의학교 폐교. 병원은 사립 구마모토 병원으로 개칭.
- 1896년 : 사립 구마모토 의학교 설립.
- 1904년 : 사립 구마모토 의학 전문학교로 승격.
- 1921년 : 현립 구마모토 의학 전문학교가 됨.
- 1922년 : 현립 구마모토 의과대학으로 승격.
- 1929년 : 관립 구마모토 의과대학이 됨.
- 1949년 : 신제 구마모토 대학 발족.
  - 학부: 법문학부, 교육학부, 이학부, 의학부, 양학부, 공학부.
- 1955년 : 교육학부가 현 구로카미(黑髮) 북 캠퍼스로 이전.
- 1979년 : 법문학부를 분리: 법학부, 문학부.

이하, 구마모토 대학에 통합된 구 학교들의 연혁이다.
- 1887년 5월 : 현 구로카미(黑髮) 북 캠퍼스에 제5 고등중학교(第五高等中學校) 설립.
- 1887년 8월 : 나가사키에 의학부를 설치.
- 1894년 4월 : 제5 고등학교로 개칭 (학과: 대학 예과, 의학부).
- 1897년 4월 : 공학부를 설치.
- 1901년 4월 : 의학부가 나가사키 의학 전문학교(長崎醫學專門學校)로 독립 (현 나가사키 대학).
- 1906년 3월 : 공학부가 구마모토 고등 공업학교(熊本高等工業學校)로 독립.
- 1949년 5월 : 구마모토 대학 법문학부와 이학부가 됨.

- 1897년 4월 : 제5 고등학교 공학부로 발족 (학과: 토목공학과, 기계공학과).
- 1906년 3월 : 구마모토 고등 공업학교(熊本高等工業學校)로 독립.
  - 학과: 토목공학과, 기계공학과, 채광(採鑛) 야금과.
- 1917년 12월 : 전기공학과를 증설.
- 1925년 3월 : 본관 완성 (현 구마모토 대학 본부 건물).
- 1939년 3월 : 공업화학과를 증설.
- 1942년 3월 : 건축공학과를 증설.
- 1944년 4월 : 구마모토 공업 전문학교로 개칭.
  - 학과: 토목과, 기계과, 채광(採鑛)과, 야금과, 전기과, 화학공업과, 건축과.
- 1949년 5월 : 구마모토 대학 공학부가 됨.

- 1756년 : 구마모토번이 약초원 〈반지엔〉(蕃滋園/번자원)을 개설.
- 1871년 : 구마모토 번 폐지. 후지이 가(藤井家)가 약초원을 인수.
  - 1890년 후지이 가가 약초들을 제5 고등중학교에게 기부.
- 1885년 : 사립 구마모토 약학교(私立熊本藥學校) 설립.
- 1908년 : 사립 규슈 약학교(私立九州藥學校)로 개칭.
- 1909년 : 현 오에(大江) 캠퍼스로 이전.
- 1910년 : 사립 규슈 약학 전문학교(私立九州藥學專門學校)로 승격.
- 1919년 : 규슈 약학 전문학교로 개칭.
- 1925년 : 관립(국립) 구마모토 약학 전문학교로 개칭.
- 1949년 : 구마모토 대학 약학부가 됨.

- 1874년 : 가설 사범학교(假師範學校) 개설.
- 1876년 : 구마모토 현 사범학교(熊本縣師範學校)로 개칭.
- 1886년 : 구마모토 현 심상 사범학교로 개칭.
- 1898년 : 구마모토 현 사범학교로 개칭.
- 1911년 : 남자 사범학교와 여자 사범학교를 분리.
- 1914년 : 남자 사범학교를 증설: 구마모토 현 제2 사범학교.
- 1931년 : 제1 사범학교를 제2 사범학교와 통합.
- 1943년 : 남자 사범학교를 여자 사범학교와 통합. 관립 구마모토 사범학교로 승격.
- 1949년 : 구마모토 대학 교육학부가 됨.

- 1920년 : 구마모토 현 농업교원 양성소(熊本縣農業敎員養成所) 설립.
- 1921년 : 구마모토 현 농업 보습학교 교원 양성소(熊本縣農業補習學校敎員養成所)로 개칭.
- 1931년 : 구마모토 현립 실업 보습학교 교원 양성소(熊本縣立實業補習學校敎員養成所)로 개칭.
- 1935년 : 구마모토 현립 청년학교 교원 양성소(熊本縣立靑年學校敎員養成所)로 개칭.
- 1944년 : 관립 구마모토 청년 사범학교로 승격.
- 1949년 : 구마모토 대학 교육학부가 됨.

## 캠퍼스

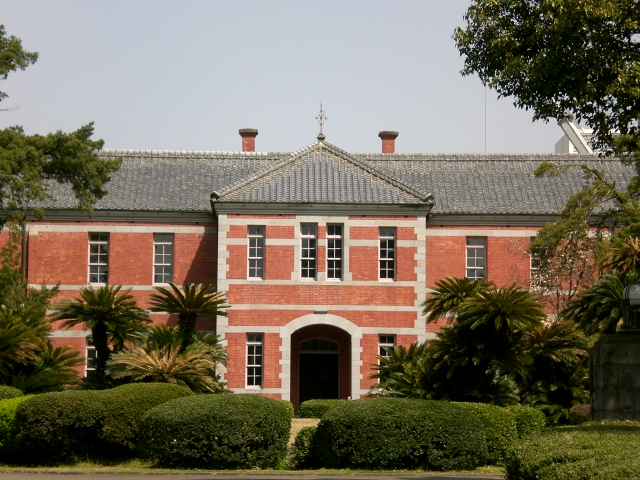
제5 고등학교 기념관 (구로카미 북 캠퍼스)

- 구로카미 남(黑髮南) 캠퍼스: 대학 본부, 공학부, 이학부 캠퍼스.
- 구마모토현 구마모토시 구로카미(黑髮) 2-39-1.
- 구로카미 북(黑髮北) 캠퍼스: 문학부, 교육학부, 법학부 캠퍼스.
- 구마모토 현 구마모토 시 구로카미(黑髮) 2-40-1.
- 오에(大江) 캠퍼스: 약학부 캠퍼스.
- 구마모토 현 구마모토 시 오에혼마치(大江本町) 5-1.
- 혼조·구혼지(本莊·九品寺) 캠퍼스: 의학부 캠퍼스.
- 구마모토 현 구마모토 시 혼조(本莊) 1-1-1.

## 조직

### 학부
- 문학부
  - 학과: 종합인간학과, 역사학과, 문학과, 커뮤니케이션 정보학과
- 교육학부
- 법학부
- 이학부
- 의학부
  - 학과: 의학과 (6년제), 보건학과
- 약학부
  - 학과: 약학가 (6년제), 창약·생명약과학과(創藥·生命藥科學科)
- 공학부
  - 학과: 물질생명과학과, 마테리알(Material) 공학과, 기계 시스템 공학과, 사회환경공학과, 건축학과, 정보전기전자공학과, 수리(數理)공학과

### 대학원
- 문학 연구과 (석사 과정)
- 교육학 연구과 (석사 과정)
- 법학 연구과 (석사 과정)
- 사회문화과학 연구과 (석사/박사 과정)
- 자연과학 연구과 (석사/박사 과정)
- 의학·약학 연구부 (교원 조직)
- 의학 교육부 (석사/박사 과정)
- 보건학 교육부 (석사 과정)
- 약학 교육부 (석사/박사 과정)
- 법조 양성 연구과 (법과대학원)

### 부속기관
- 도서관
- 종합 정보기반 센터
- 유학생 센터
- 대학교육 기능개발 종합연구 센터
- 정책창조 연구교육 센터
- 제5 고등학교 기념관
- 연안역(沿岸域) 환경과학 교육연구 센터
- 충격·극한환경 연구 센터
- 생명자원 연구 지원 센터
- 에이즈학 연구 센터
- 발생의학 연구 센터
- Bioelectrics 연구 센터
- 환경 안전 센터
- 의학부 부속 병원
- 부속 학교 (유치원, 초등학교, 중학교, 특별지원학교)